# (357439) 2004 BL86
(357439) 2004 BL86 è un asteroide near-Earth, scoperto il 31 gennaio 2004 nell'ambito del progetto LINEAR. Oggetto potenzialmente pericoloso, percorre un'orbita che lo classifica come asteroide Apollo e che lo porta periodicamente ad avvicinarsi alla Terra. Uno degli incontri più stretti è avvenuto il 26 gennaio 2015, quando è transitato ad una distanza pari a 3,1 volte quella che separa la Terra dalla Luna.
Durante tale incontro è stato oggetto di una campagna osservativa internazionale che ha coinvolto vari osservatori e radiotelescopi. Ne è così stato stimato il diametro, pari a 325 m e identificata la classe spettrale: quale asteroide di tipo V, potrebbe essere un frammento dell'asteroide 4 Vesta. Infine, è stata scoperta la presenza di un satellite di circa 70 m di diametro, in orbita a 500 m dal corpo principale.